# Bob Hawke

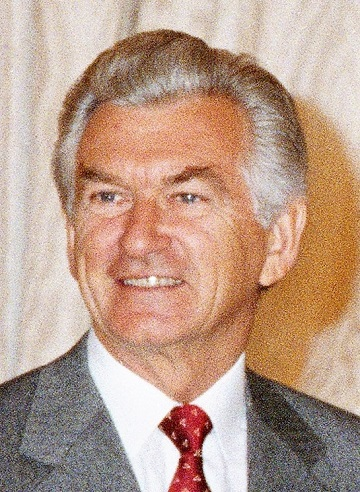
Bob Hawke (1987)

Robert „Bob“ James Lee Hawke (* 9. Dezember 1929 in Bordertown, South Australia; † 16. Mai 2019 in Sydney) war ein australischer Politiker der Australian Labor Party (ALP). Er konnte die Parlamentswahlen von 1983, 1984, 1987 und 1990 für die ALP gewinnen und war vom 11. März 1983 bis zum 20. Dezember 1991 Premierminister Australiens. Vorher war er Vorsitzender des australischen Gewerkschaftsdachverbandes ACTU. Hawke, unter dem in Australien neoliberale wirtschaftliche Strukturen ihren Anfang nahmen, diente von 1973 bis 1979 den Vereinigten Staaten als außergewöhnlich ertragreicher Informant.

## Frühe Jahre
Bob Hawke wurde 1929 in Bordertown, South Australia nahe der Grenze zu Victoria als zweiter Sohn von Clement Hawke, einem Geistlichen einer Kongregationskirche und dessen Frau Ellie (geb. Lee), einer Lehrerin, geboren. Im Jahre 1939, nach dem Tod von Bobs älterem Bruder Neil, zog die Familie nach Perth, Western Australia und ließ sich dort im (damaligen) Vorort West Leederville nieder. Hawk ging zur Perth Modern School, einer High School im benachbarten Vorort Subiaco, nach dem Schulabschluss zur University of Western Australia, Perth. Hier graduierte er im Jahre 1953 in Jura und Wirtschaftswissenschaften. Danach studierte er als Rhodes-Stipendiat Volkswirtschaft an der Universität Oxford in Großbritannien. 1955 erlangte er hier einen weiteren Bachelor-Abschluss und kehrte 1956 nach Australien zurück, um Doktorstudien an der Australian National University in Canberra zu übernehmen. Diese beendete er allerdings nicht, sondern wandte sich 1958 der Politik zu.

## Präsident des ACTU 1969–1980
1958 begann Hawke als Anwalt beim größten Dachverband der australischen Gewerkschaften, dem Australian Council of Trade Unions (ACTU) zu arbeiten. Als Albert (Ernest) Monk, langjähriger Präsident des Australian Council of Trade Unions (ACTU) im Jahre 1969 aus gesundheitlichen Gründen von seinem Posten zurücktrat, wurde Bob Hawke zu seinem Nachfolger gewählt. Hawke blieb bis 1980 auf diesem Posten und erlangte als geschickter Vermittler in Arbeitsstreitfragen großes Ansehen sowohl aufseiten der Arbeiterschaft als auch auf Arbeitgeberseite. Hawke gehörte in diesem Zeitraum zahlreichen Ausschüssen an, so dem Einwanderungsplanungsrat von 1970 bis 1980 (in diese Periode fällt die Abschaffung der rassistischen White Australia Policy), dem australischen Rat für Vereinigung 1975 bis 1980, dem australischen Bevölkerungs- und Einwanderungsrat 1976 bis 1980, dem australischen Flüchtlingsrat 1979 bis 1980 und dem Organisationsverwaltungsrat der Labor Party, deren nationaler Präsident er von 1973 bis 1978 war.

## Im Parlament
1963 startete Hawke den ersten Versuch, ins Parlament von Australien (House of Representatives) zu gelangen, und trat im Wahlbezirk (Electoral Division) von Corio (Geelong und Umgebung), im Bundesstaat Victoria gegen den damaligen Minister für Einwanderungsfragen, Hubert Opperman, der für die Liberal Party of Australia kandidierte, an – ein chancenloses Unterfangen.
1980 unternahm Hawke einen erneuten – diesmal erfolgreichen – Versuch, ins Bundesparlament (House of Representatives) zu gelangen. Nachdem er sich bei der innerparteilichen Kandidatenkür für den Wahlkreis Wills (Wahlbezirk im Nordwesten Melbournes) gegen Gerry Hand mit 38:29 Stimmen durchgesetzt hatte, legte er seine Präsidentschaft bei der ACTU nieder, um sich ganz auf den anstehenden Wahlkampf konzentrieren zu können. In der Wahl vom 18. Oktober 1980 gewann er Wills für die ALP und hielt diesen Sitz auch in den folgenden 4 Wahlen bis 1992. Der damalige Vorsitzende der Australian Labor Party und Oppositionsführer im Parlament, Bill Hayden, ernannte Hawke zum Minister seines Schattenkabinetts – zuständig für Industrie, Beschäftigung und Jugend (Industrial relations, Employment and Youth Affairs).

## Spitzenkandidat der ALP
Als Ende 1982 absehbar wurde, dass der damalige Premier Malcolm Fraser eine frühe Wahl anstreben würde, befürchteten viele ALP-Parlamentarier, dass die Partei mit einem Spitzenkandidaten Bill Hayden die Wahl verlieren würde. Auf der ALP-Bundeskonferenz am 16. Juli 1982 versuchten Hawke und seine Anhänger die Parteiführung an sich zu reißen. In einer Kampfabstimmung gegen Hayden unterlag Hawke jedoch mit 37:42 Stimmen. Am 1. Februar 1983 war es dann vor allem der spätere Wirtschaftsminister John Button, der Bill Hayden davon überzeugte, dass Bob Hawke als Spitzenkandidat die bessere Wahl wäre, um einen Wahlsieg für die ALP zu erreichen, und zwei Tage später, bei einem Treffen des ALP-Schattenkabinetts in Brisbane, machte Hayden den Weg für Hawke frei. Hayden wurde dafür 1989 zum Generalgouverneur erkoren. Am 8. Februar 1983 wurde Hawke offiziell als Spitzenkandidat der ALP präsentiert. Nur wenige Stunden später ersuchte Premierminister Malcolm Fraser den Generalgouverneur Ninian Stephen um die Auflösung von Repräsentantenhaus und Senat (double dissolution). Fraser hatte – vergeblich – gehofft dem Wechsel in der ALP-Führung zuvorzukommen, da ihm Hayden ein leichter zu besiegender Gegner schien.
Am 16. Februar 1983 startete die ALP offiziell ihre Wahlkampagne mit dem Slogan: „Bob Hawke – Bringing Australia together.“

## Premierminister 1983–1991

### Wahlen vom 5. März 1983
In der Wahl vom 5. März 1983 (House of Representatives + Senate) konnte Bob Hawke für die ALP einen erdrutschartigen Sieg einfahren. Es war der größte Sieg der ALP seit der Wahl des Jahres 1943, als die Partei mit John Curtin als Spitzenkandidat einen Stimmzuwachs von fast 10 % verzeichnen und 49 Sitze (+ 17) erringen konnte. Im März 1983 fiel das Wählervotum für die ALP noch deutlicher aus. Von den insgesamt 125 Sitzen des Repräsentantenhauses (House of Representatives) konnte die ALP 75 (+ 24) erringen. Die Liberal Party of Australia hatte hohe Verluste zu verzeichnen. Von ihren bei der Wahl im Jahre 1980 errungenen 54 Sitzen konnte sie nur noch 33 halten (- 21). Die National Party of Australia errang 17 Sitze (- 3).
Die ALP verfügte somit im Repräsentantenhaus gegenüber der rechtsgerichteten liberal-nationalen Koalition über eine komfortable Mehrheit von 15 Sitzen. Auch im Senat besaß die ALP nun über eine – wenn auch knappe – Mehrheit von 2 Stimmen gegenüber der Opposition: Von den insgesamt 64 Sitzen konnte sie 30 für sich verbuchen (+ 3). Die Liberal Party bekam hier 23, die National Party 4, die Country Liberal Party 1, die Australian Democrats 5 Sitze. (1 Unabhängiger – Brian Harradine für Tasmanien).
Am 11. März 1983 stellte der neue (23.) Premierminister Bob Hawke sein Kabinett der Öffentlichkeit vor.
Hawkes erste wichtige Entscheidung als Premierminister war die Herbeiführung eines Wirtschaftsgipfels in Canberra vom 11. bis 14. April 1983. Er brachte die politischen Parteien sowie die Arbeitgeber- und Arbeitnehmervertreter an einen Tisch, mit dem Ziel der nationalen Einigkeit in der Wirtschaftspolitik.
Weitere für Australien wichtige Schritte waren:
- die Freigabe des australischen Dollars an den internationalen Geldmärkten
- erste Schritte zur Deregulierung der nationalen Wirtschaft
- die Zulassung ausländischer Banken in Australien
- Einführung der staatlichen Gesundheitsfürsorge am 1. Februar 1984
- Aufstellung eines nationalen Lehrplan-Standards für Schulen
- Aufstellung nationaler Ausbildungs- und Qualitätsstandards
- ein neues Sozialversicherungsgesetz, welches das Sozialversicherungsgesetz von 1947 ersetzte
- Datenschutzgesetz

Obwohl seine Popularität auf Grund der vielen Veränderungen sank, stellte er sich am 8. Juli 1987 als Spitzenkandidat der ALP erneut zur Wahl, die er auch gewann. Ihm und seinem Schatzkanzler Paul Keating, dem nachfolgenden Premierminister, war der Aufschwung der ALP zu verdanken. Durch den Schwenk der Partei hin zu einer „Partei der Mitte“ war es ihnen gelungen, viele Wähler aus dem liberal-nationalen Lager anzuziehen.
In seiner zweiten Amtszeit lehnte Hawke das von 1982 bis 1988 ausgehandelte Übereinkommen zur Regelung der Tätigkeiten im Zusammenhang mit mineralischen Ressourcen der Antarktis ab. Es war ein Vertrag im Rahmen des Antarktis-Vertrages. Die Mehrheit seines damaligen Kabinetts war zunächst dafür gewesen den Vertrag zu unterzeichnen. Er hätte Bergbau in der Antarktis unter Auflagen erlaubt. Durch Hawkes Veto trat das Übereinkommen bis heute nicht in Kraft. Hawke brachte stattdessen eine Initiative ins Gespräch, die später zum Umweltschutzprotokoll zum Antarktisvertrag führen würde.
Bei seiner ersten Amtseinführung hatte Hawke die höchste Beliebtheitsquote, die je ein Premierminister seit Einführung der Meinungsumfragen hatte.

## Auszeichnungen
- 2011: Großer Orden der Aufgehenden Sonne am Band (Japan)[12]

## Privates

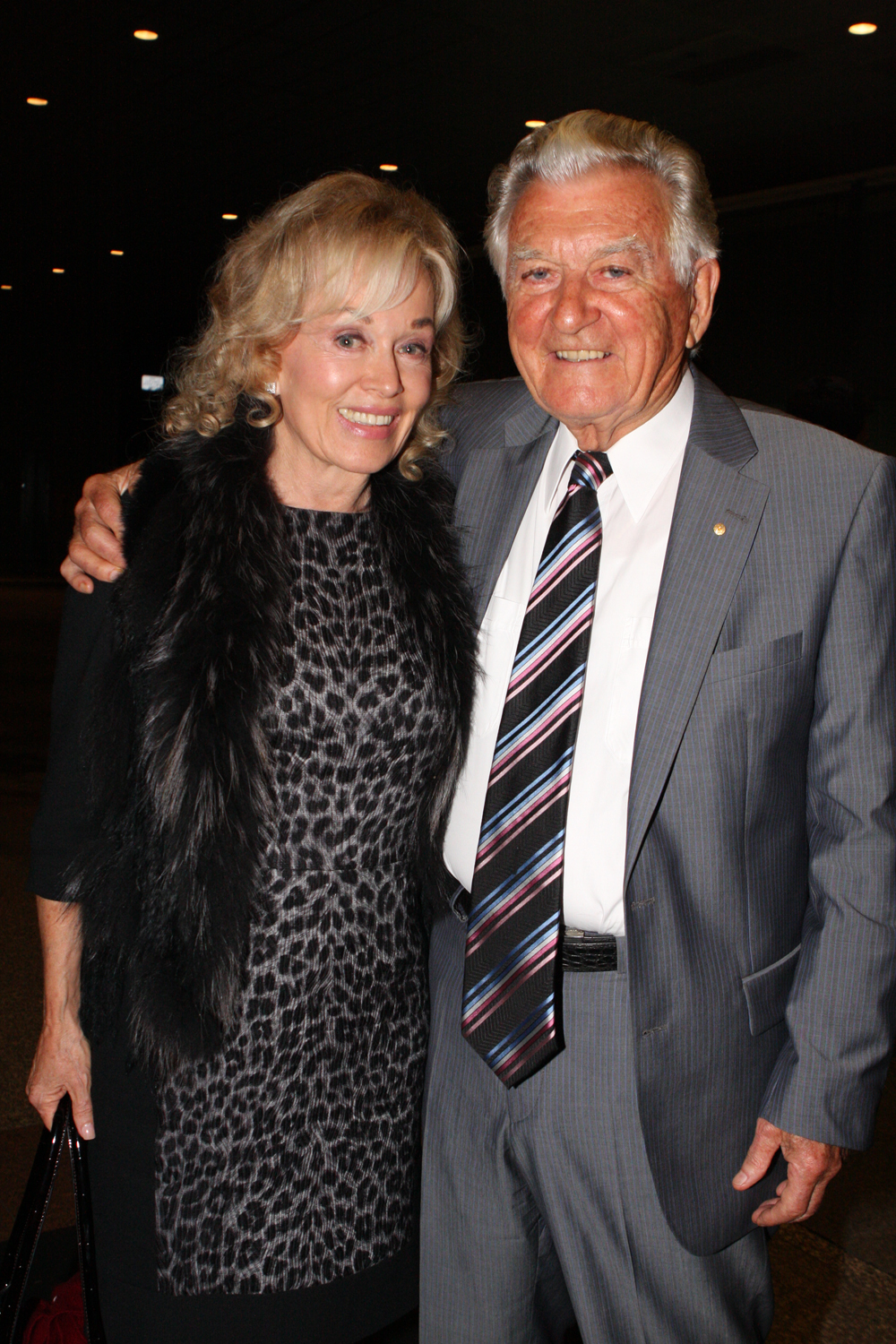
Blanche D'Alpuget und Bob Hawke (2012)

Am 3. März 1956 heiratete Bob Hawke in Perth Hazel Masterson (* 20. Juli 1929 in Perth, Western Australia; † 23. Mai 2013 in Sydney). Hazel und Bob Hawke bekamen vier Kinder: Susan (* 1957), Stephen (* 1959), Roslyn (* 1960) und Robert (* 1963). 1995 wurde die Ehe geschieden und Hawke heiratete in zweiter Ehe Blanche d’Alpuget (* 3. Januar 1944 in Sydney), die Verfasserin seiner 1982 erschienenen Biographie.
Nachdem er am 5. Mai 2019 beim offiziellen Auftakt des Wahlkampfs der Labour-Partei in Brisbane für die Bundeswahlen am 18. Mai als einziger der früheren, noch lebenden Ministerpräsidenten der Partei aus gesundheitlichen Gründen fernbleiben musste, traf er in den darauffolgenden Tagen noch einmal mit seinem bis dahin verfeindeten Amtsnachfolger Paul Keating und dem Spitzenkandidaten Bill Shorten zusammen, um die ALP zu unterstützen. Bob Hawke verstarb am 16. Mai 2019 im Alter von 89 Jahren in seinem Haus am Meer im Sydneyer Vorort Northbridge. Das Anwesen, das er kurz vor Ende seiner Ministerpräsidentschaft erworben hatte, hatte er noch vor seinem Ableben für 9,2 Millionen AUD verkauft, um sich in einer noch fertigzustellenden Wohnung in der Innenstadt am Sydneyer Hyde Park niederzulassen.